# Filip Lukšík
Filip Lukšík (ur. 3 lutego 1985 w Bańskiej Bystrzycy) – słowacki piłkarz występujący na pozycji pomocnika. Od 2017 roku zawodnik niemieckiego klubu TSG Neustrelitz.
Jest wychowankiem klubu Dukla Bańska Bystrzyca. W 2003 roku trafił do czeskiej Sigmy Ołomuniec. Przebywał na wypożyczeniach w SK Lipová, Fotbalu Trzyniec i FK AS Trenčín. W rundzie wiosennej sezonu 2009/2010 był zawodnikiem Odry Wodzisław. Po zakończeniu sezonu rozstał się z Odrą i został piłkarzem słowackiego klubu FK Senica. W 2011 roku podpisał kontrakt z ADO Den Haag. W sezonie 2012/2013 był wypożyczony do Slovana Bratysława. Latem 2013 przeszedł do Spartaka Myjava. Od 2014 grał dla Erzgebirge Aue, a następnie dla 1. FC Saarbrücken. W styczniu 2017 roku został graczem TSG Neustrelitz.
W 2011 roku zadebiutował w reprezentacji Słowacji.